# 牛门洞遗址
牛门洞遗址，位于中国甘肃省会宁县，2006年5月25日公布为第六批全国重点文物保护单位，类型为古遗址。
牛门洞遗址的历史年代为新石器时代至青铜时代。